# Heizkraftwerk Tiefstack

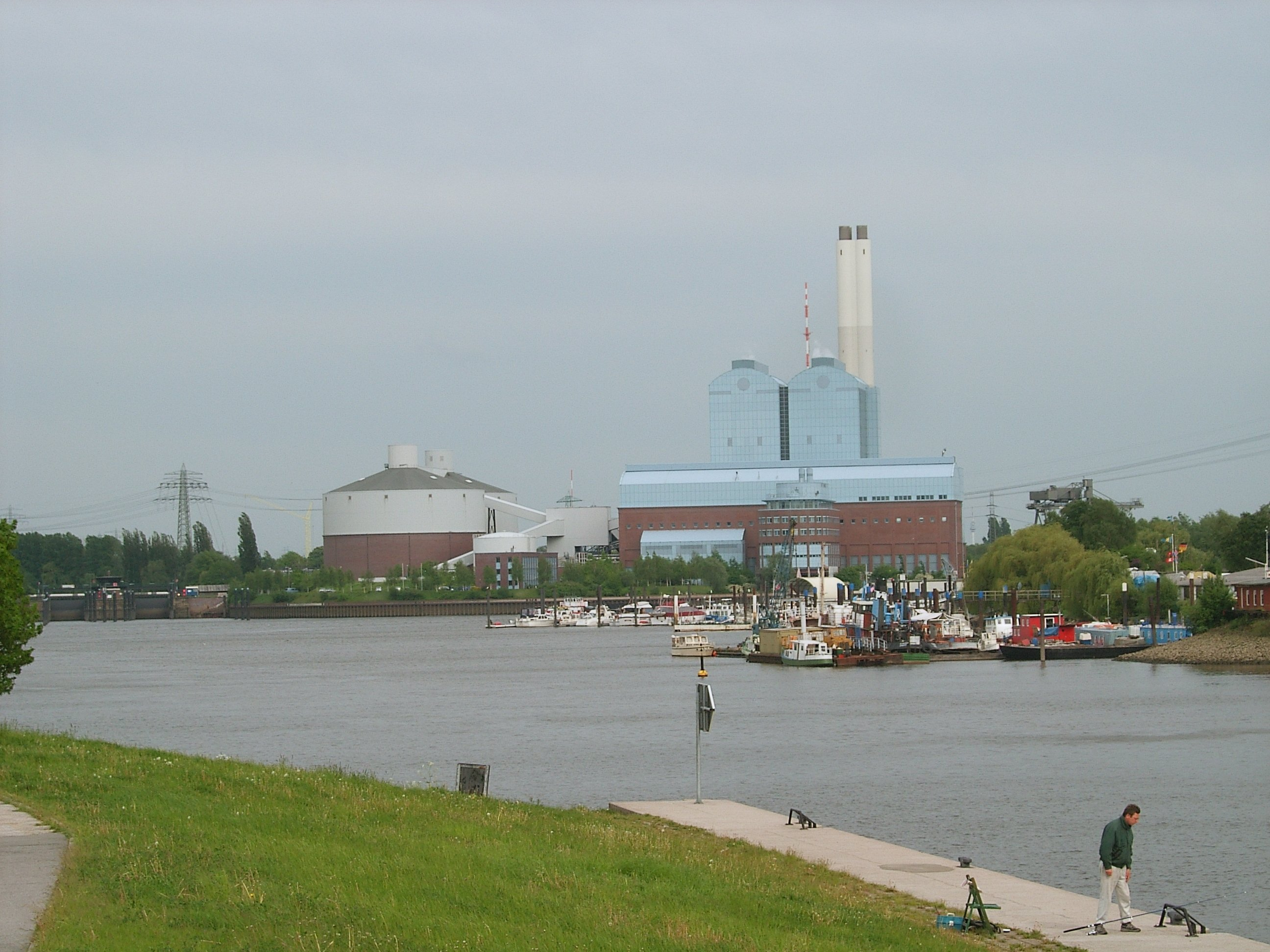
Billwerder Bucht und Heizkraftwerk Tiefstack

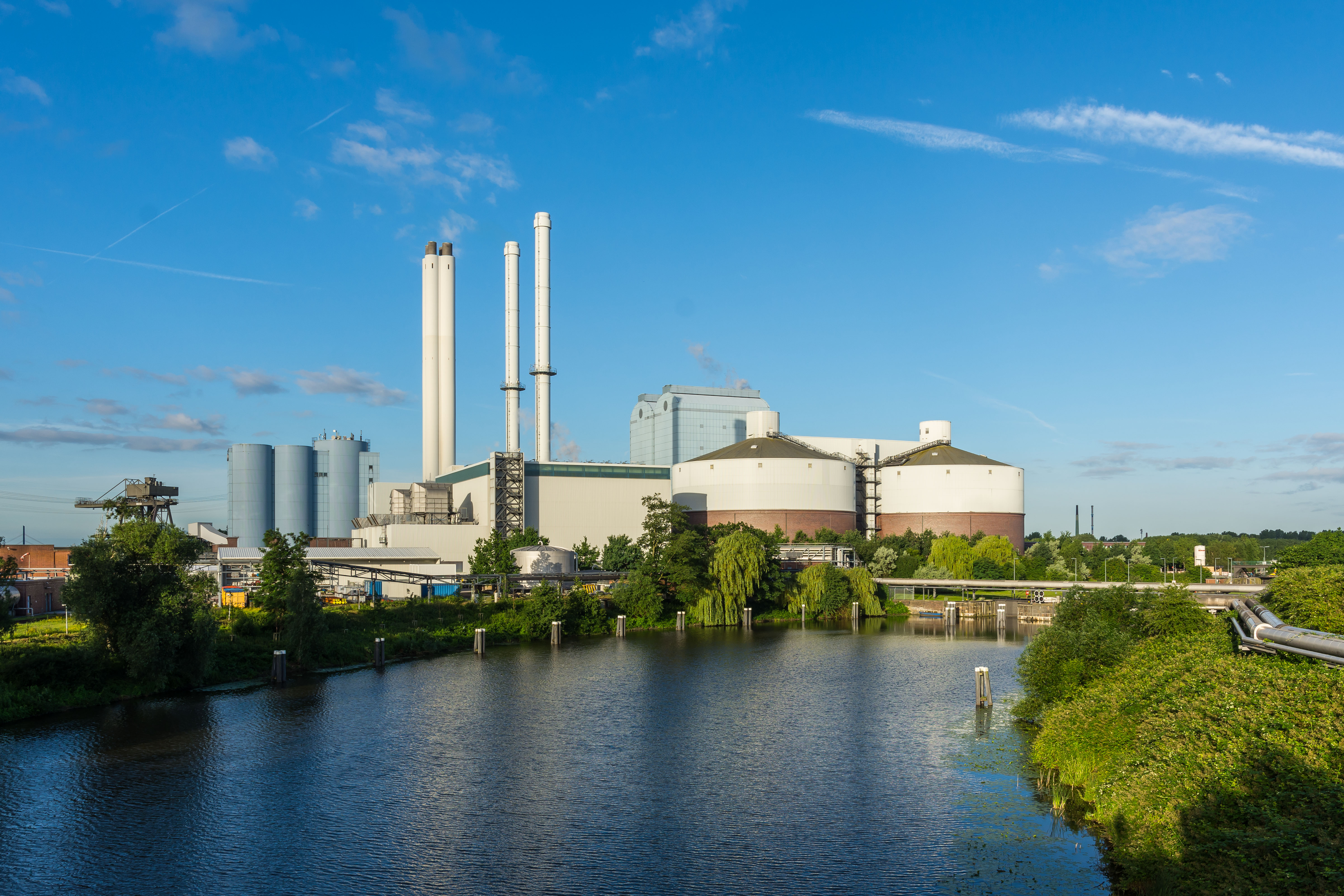
Tiefstackkanal und Heizkraftwerk Tiefstack mit Fernwärmeleitung

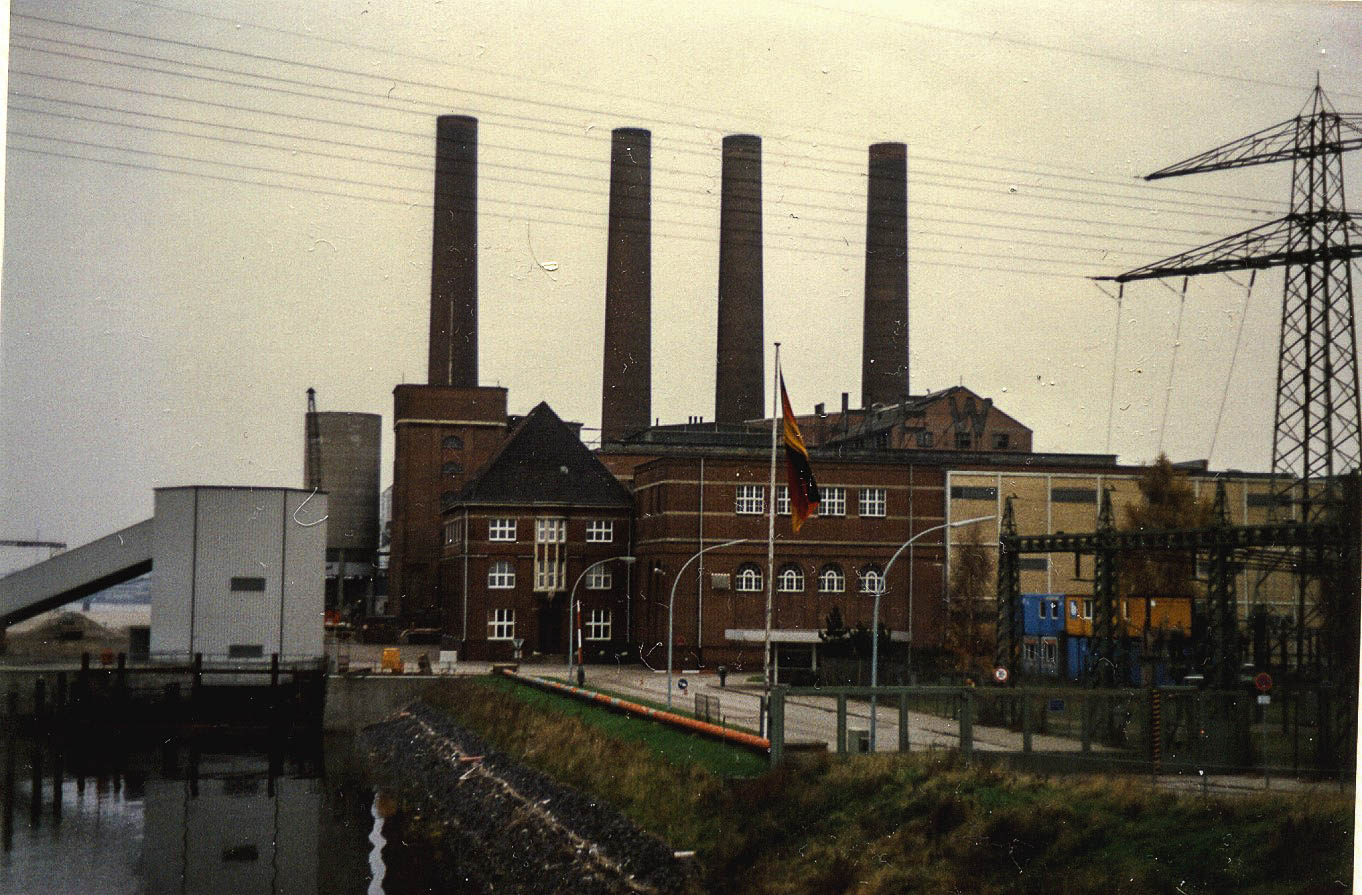
HEW-Werk Tiefstack (1986)

Das Heizkraftwerk Tiefstack (oft nur als Kraftwerk Tiefstack bezeichnet) ist ein Kohlekraftwerk sowie Gas-und-Dampf-Kombikraftwerk (GuD) im Hamburger Niederungsgebiet Tiefstack. Das Kraftwerk erzeugt Strom, der in das Hamburger Stromnetz eingespeist wird, und Wärme, die in das Hamburger Fernwärmenetz eingespeist wird.
Das Kraftwerk liegt an der Billwerder Bucht im Stadtteil Hamburg-Billbrook im Grenzbereich zu den Stadtteilen Hamburg-Rothenburgsort und Hamburg-Moorfleet.

## Historie
Das ehemalige Kohlekraftwerk der Hamburgischen Electricitäts-Werke (HEW) wurde am 17. Januar 1917 mit einer Nennleistung von 20.000 kW in Betrieb genommen. Das Kohlekraftwerk bildete mit seinen vier markanten Schornsteinen ab 1923 für mehrere Jahrzehnte das Firmenzeichen der HEW. Mit dem Bau des Kraftwerks wurde 1914 begonnen. Es verfügte bei seiner Fertigstellung im Jahr 1925 mit 24 Kesseln über eine Nennleistung von 85 MW, die nach Erneuerung der Turbinen bis 1953 auf 130 MW gesteigert werden konnte. Im Jahr 1933 erhielt die Anlage eine Ausrüstung als Heizkraftwerk, das nach dem Prinzip der Kraft-Wärme-Kopplung Dampf in das Hamburger Fernwärme-Netz lieferte. 1950 wurde die Anlage zu einem Hochdruck-Kraftwerk modernisiert. Die ursprünglich 100 Meter hohen Schornsteine des Kraftwerks wurden 1952 auf eine Höhe von 75 Metern verkürzt.
Ab 1984 entstand auf einer mit Sand aus der Norderelbe aufgespülten Fläche neben dem Kraftwerk ein kombiniertes Heizkraftwerk mit Steinkohle-Feuerung, das 1993 den Betrieb aufnahm. Im gleichen Jahr wurde das alte Kraftwerk stillgelegt und bis Mitte der 1990er abgebrochen. Das neue Kraftwerk wurde seit der Übernahme der HEW durch Vattenfall Europe Wärme betrieben. Auf dem Gelände des Kohlekraftwerkes wurde 2009 zusätzlich ein Gas-und-Dampf-Kombikraftwerk mit 125 MW in Betrieb genommen, das Erdgas verfeuert.
Der in den 1930er Jahren errichtete Gasometer Tiefstack wurde 1986 abgerissen.

## Eigentümerwechsel: Von Vattenfall zur Stadt Hamburg
In einem Volksentscheid im Jahr 2013 wurde beschlossen, dass die Stadt Hamburg das Fernwärmenetz von Vattenfall vollständig übernehmen soll. Dabei handelt es sich um eine Rekommunalisierung (siehe auch Volksgesetzgebung in Hamburg – Rekommunalisierung-Energie). Das Fernwärmenetz schließt auch die Heizkraftwerke Wedel und Tiefstack mit ein.
Die Stadt Hamburg erklärte am 29. November 2018 gegenüber dem Energiekonzern Vattenfall, dass sie die Option zum Rückkauf des Fernwärmenetzes in Anspruch nimmt. Damit soll unter anderem auch das Kraftwerk Tiefstack von Vattenfall an die Stadt übergehen.
Der Eigentümerwechsel wurde für das Jahr 2019 vereinbart. Mit dem Eigentümerwechsel ist nicht mehr Vattenfall, sondern zu 100 Prozent die Stadt Hamburg Betreiber des Kraftwerks Tiefstack. Dadurch wird die Stadt auch alleiniger Ansprechpartner in Bezug auf Partikelausstoß und Schadensregulierung.
Im September 2019 teilte die Stadt Hamburg mit, dass über die HGV Hamburger Gesellschaft für Vermögens- und Beteiligungsmanagement mbH durch die Unterzeichnung des Kaufvertrags und Zahlung des Kaufpreises in Höhe von 625 Mio. EUR an Vattenfall für deren 74,9-%igen Anteil mit Rückwirkung zum 1. Januar 2019 die Übernahme der Wärmegesellschaft abgeschlossen ist. Neben dem Fernwärmenetz selbst gehören auch mehrere Erzeugungsanlagen zur Wärmegesellschaft; neben den Kraftwerken Tiefstack und Wedel noch der E-Kessel Karoline, das Heizwerk Haferweg und das BHKW Allermöhe.

## Brennstoffwechsel: Von Steinkohle zu Erdgas
Im August 2019 veröffentlichte der rot-grüne Senat Tschentscher I nach einem Spitzentreffen von Bürgermeister und Senatoren die Willensbekundung, den CO2-Ausstoß der Stadt Hamburg bis 2030 um 55 Prozent reduzieren zu wollen.
Im Rahmen eines „Bündnis für Klimaschutz“ sollen dafür geeignete Maßnahmen identifiziert werden, wobei Maßnahmen mit großer Hebelwirkung Priorität haben. Dazu zählen unter anderem Großprojekte wie die Umstellung des Kraftwerks Tiefstack von Kohle auf Gas und das vorrangige Einspeisen von erneuerbaren Energien.
Das Heizkraftwerk Tiefstack soll bis zum Jahr 2025 von Steinkohle auf Erdgas umgestellt werden, sodass die Strom- und Wärmeerzeugung vollständig kohlefrei erfolgen kann.
Andere Quellen berichten, dass das Kraftwerk Tiefstack erst bis zum Jahr 2030 kohlefrei werden soll. Das Kraftwerk Wedel, das mit Steinkohle betrieben wird, soll mit der Heizperiode der Jahre 2024/25 vom Netz genommen werden.
Im Rahmen einer Machbarkeitsstudie wurde im Jahr 2019 analysiert, welche Maßnahmen durchgeführt werden müssen, damit der Brennstoffwechsel der beiden mit Steinkohle befeuerten Dampferzeuger des Heizkraftwerks Tiefstack auf eine Erdgasfeuerung erfolgen kann.
Auch Vattenfall hatte im Jahr 2017 bereits überlegt, ob die vorzeitige Umstellung des Kraftwerks Tiefstack von Kohle auf Gas sinnvoll ist.

## Abschaltung 2030
Das Kraftwerk Tiefstack soll bis zum Jahr 2030 abgeschaltet werden.
Bislang ist nicht geklärt, wie die Stadt Hamburg das Heizkraftwerk Tiefstack ersetzen will. Eine Alternative wäre die Nutzung der industriellen Abwärme von Unternehmen im Hamburger Hafen, unter anderem vom Kupferproduzenten Aurubis, vom Aluminiumproduzenten Trimet Aluminium und vom Stahlkonzern ArcelorMittal. Auch die thermische Verwertung von Abfällen wird als Option betrachtet.
Andere Quellen berichten, das Kraftwerk Tiefstack solle durch einen „Energiepark Hafen“ mit einem Gaskraftwerk, das sich südlich der Elbe befinden soll, ersetzt werden. Dieser Energiepark Hafen soll neben dem Kraftwerk Tiefstack, das spätestens 2030 abgeschaltet wird, auch das 60 Jahre alte Kraftwerk Wedel, das 2025 abgeschaltet wird, ersetzen.

## Sonstiges
Von 2006 bis 2009 wurde das Kraftwerk Tiefstack um ein GuD-Kraftwerk erweitert. Die Anlage wurde im Jahr 2009 in Betrieb genommen.
Im Dezember 2008 trat in einem Kohle-Silo des Kraftwerks Tiefstack ein Schwelbrand auf. Der Brand wurde allerdings als ungefährlich eingestuft.
Im Juli 2010 konnte das Kraftwerk Tiefstack nur mit reduzierter Leistung betrieben werden, da die Wassertemperatur der Elbe zu hoch war. Steigt die Wassertemperatur der Elbe über 20 °C, so dürfen die Kraftwerke an der Elbe, zu denen auch das Kraftwerk Tiefstack gehört, nur noch geringere Mengen des Elbwassers als Kühlwasser verwenden, damit der Fluss nicht noch weiter erhitzt wird. Solche Situationen treten regelmäßig während des Sommers auf.
Im Jahr 2013 war das Kraftwerk Tiefstack, das zum damaligen Zeitpunkt noch zu Vattenfall gehörte, der größte industrielle Treibhausgasemittent der Stadt Hamburg (Stand der Daten: 2010). Die Kohlenstoffdioxid-Emissionen des Kraftwerks Tiefstack liegen bei fast 1,5 Millionen Tonnen CO2 pro Jahr. Damit hat es einen Anteil von rund 29 Prozent am Gesamtausstoß der elf registrierten Betriebe, die ihren CO2-Ausstoß angeben.
In der Stadt Hamburg sind im Jahr 2018 rund 490.000 Wohneinheiten an das Fernwärmenetz angeschlossen. Bis zum Jahr 2020 sollen 500.000 Wohneinheiten an das Fernwärmenetz angeschlossen sein.
Am 4. Mai 2021 kam es im Kraftwerk zu einem größeren Brand, der u. a. mit einem Feuerlöschboot bekämpft werden musste. Das Feuer konnte erst am darauffolgenden Tag gelöscht werden.